# Mugã (Amadi)
Mugã ou Mogã (em persa: مغان; romaniz.: Moghan ou Mughan), também chamada Da Mugã ou Da Mogã (em persa: ده مغان; romaniz.: Deh Moghan, Daymoqān, Deymoghān, Deymoghū’īyeh, Deymoqū’īyeh), é uma localidade do Irã na província de Hormusgão, condado de Hajiabade, distrito de Amadi. Segundo censo de 2006, havia 37 pessoas e 10 famílias.